# Court Square (métro de New York)
Court Square est une station souterraine et aérienne du métro de New York située dans le quartier de Long Island City dans l'arrondissement de Queens. Elle est située sur trois lignes (au sens de tronçons du réseau), l'IRT Flushing Line (métros violets) issue de l'ancienne Interborough Rapid Transit Company (IRT), l'IND Queens Boulevard Line (métros orange et bleus) et l'IND Crosstown Line (métros verts) issues du réseau de l'ancien Independent Subway System (IND).
Le complexe, inauguré en 2011 se composait autrefois de trois stations distinctes, 23rd Street – Ely Avenue (Queens Boulevard Line), Long Island City – Court Square (Crosstown Line), et 45th Road – Court House Square (Flushing Line). À la suite de l'ouverture des bureaux de Citibank au One Court Square, un passage souterrain reliant les deux premières fut construit. Le 16 décembre 2001, la 63rd Street Line fut reliée à la Queens Boulevard Line, ce qui fit de la station de Court Square le nouveau terminus de la desserte G pendant la semaine. En guise de compensation pour les usagers habitant dans le Queens, un transfert gratuit sur la desserte 7 fut mis en place. Le 3 juin 2011, un nouveau complexe fut inauguré sous le nom de Court Square. Sur la base des chiffres 2012, la station était la 79e plus fréquentée du réseau.
Au total, cinq services y circulent:
- Les métros 7, E et G y transitent 24/7
- Les métros <7> s'y arrêtent pendant les heures de pointe et dans la direction la plus encombrée
- Les métros M s'y arrêtent en semaine uniquement.